# Aleksej Nikolajevitj af Rusland
Aleksej Nikolajevitj af Rusland (russisk: Алексей Николаевич Романов; tr. Aleksej Nikolajevitj Romanov) (12. august 1904 — 17. juli 1918) var russisk tronfølger som søn af zar Nikolaj 2. og zarina Alexandra. Aleksej led af blødersygdom. Han var ene dreng blandt fire søstre. Moderen Alexandra bad Rasputin, som var kendt for troldkunster, at helbrede prinsen. Men da Rasputin forsøgte sig, skete der intet. Aleksej overlevede dog sygdommen til zarfamilien blev styrtet i den russiske revolution og myrdet i 1918. Hvis Aleksej var blevet zar, ville han have fået navnet "Aleksej 2. af Rusland".
Da Aleksej skulle begraves, blev han sammen med enten sin søster Anastasia eller sin søster Maria begravet væk fra resten af familien. Jiroslav Jurikovskij havde fået til opgave at begrave dem hurtigst muligt, så han prøvede at brænde to af ligene fra zarfamilien. Han hældte syre på ligene, satte ild til dem og begravede dem i Koptjaki-skoven.
Graven blev genfundet i 2007.

## Eksterne links
- Wikimedia Commons har flere filer relateret til Aleksej Nikolajevitj af Rusland
- Tsarevich Alexei Arkiveret 10. januar 2008 hos  Wayback Machine